# Kreuzbergkapelle (Sichtigvor)

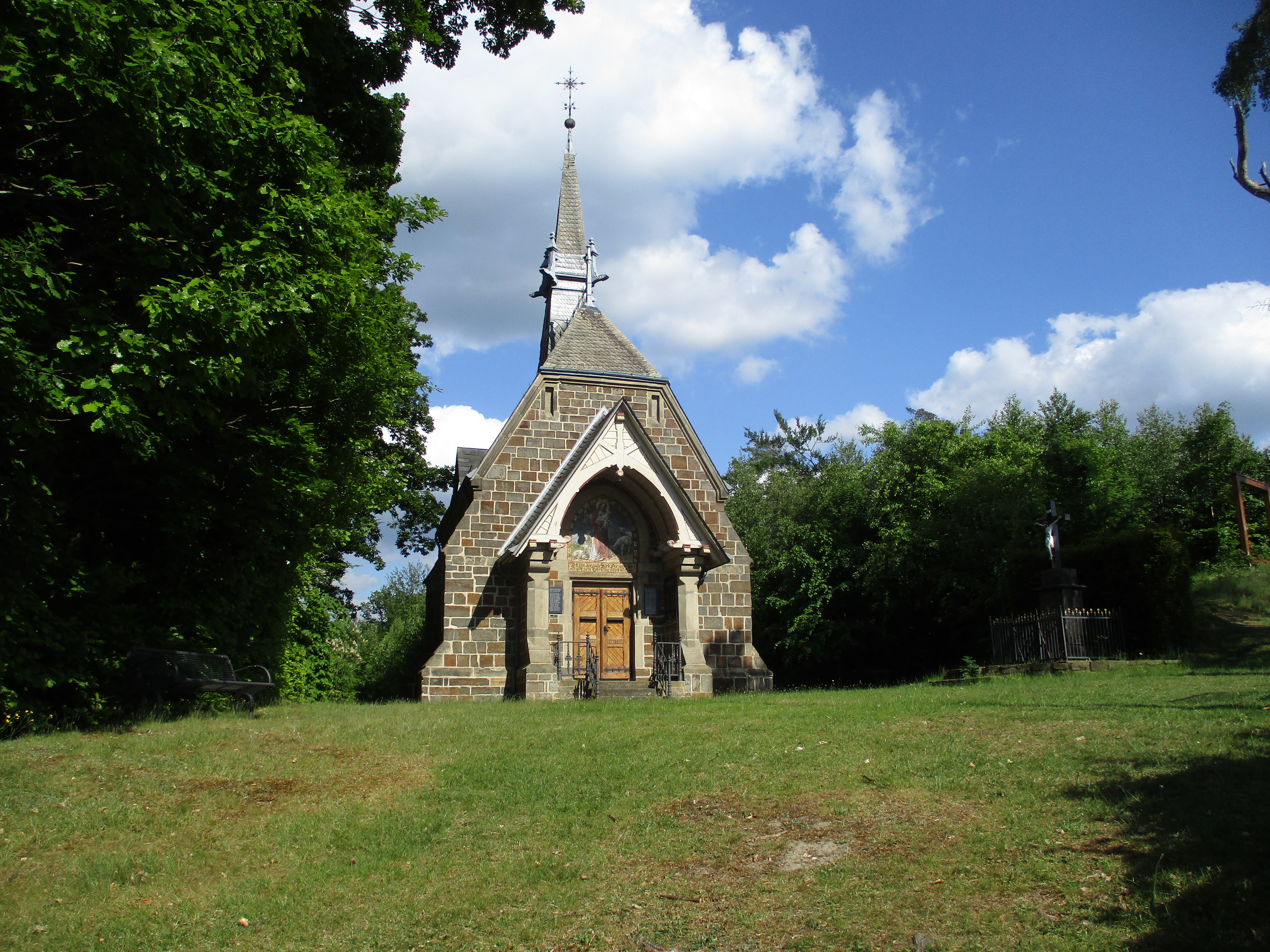
Die Kreuzbergkapelle (Sichtigvor) auf dem Loermund. (2025)

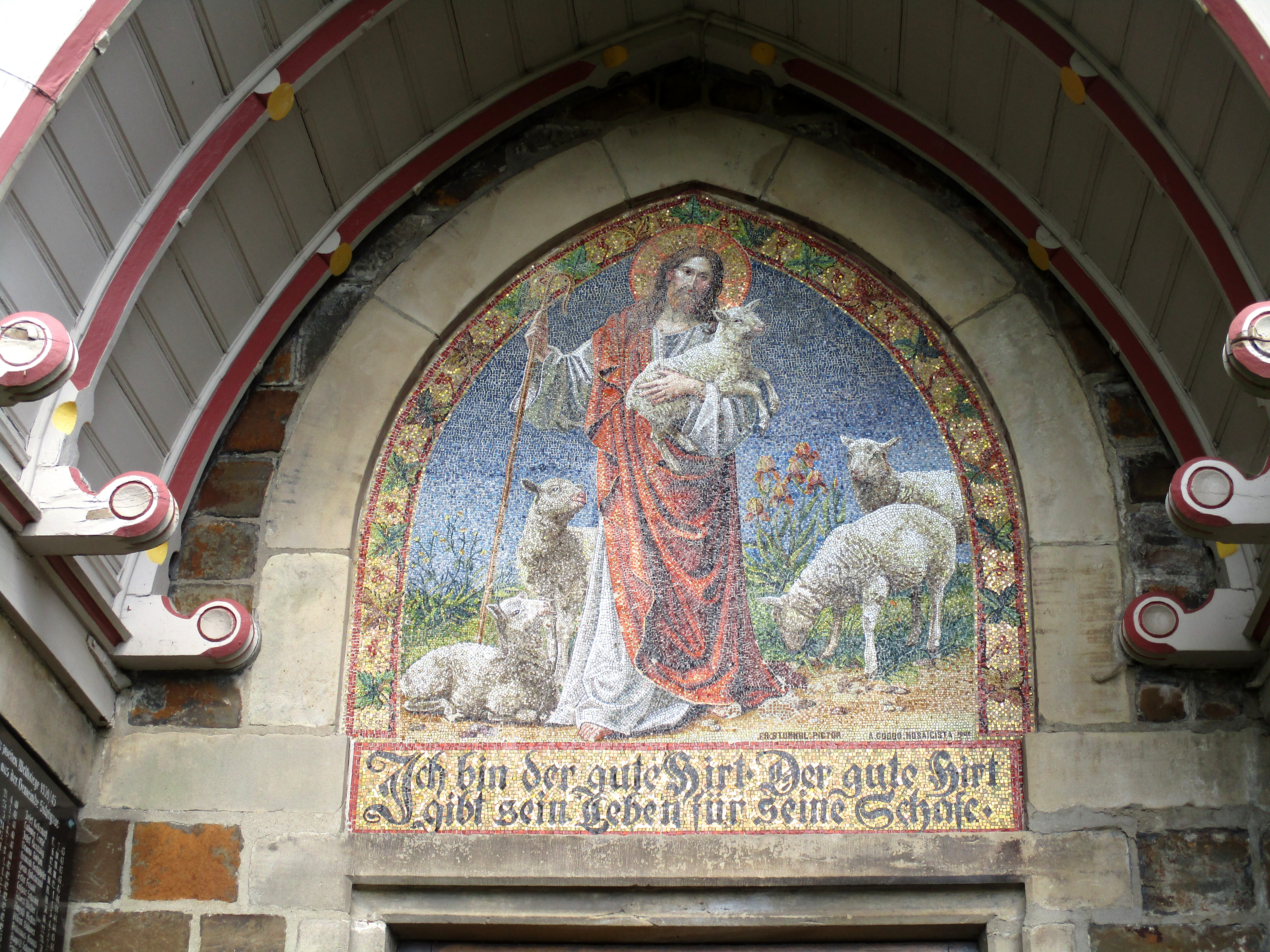
Mosaik "Der Gute Hirte" am Eingangsportal. (2025)

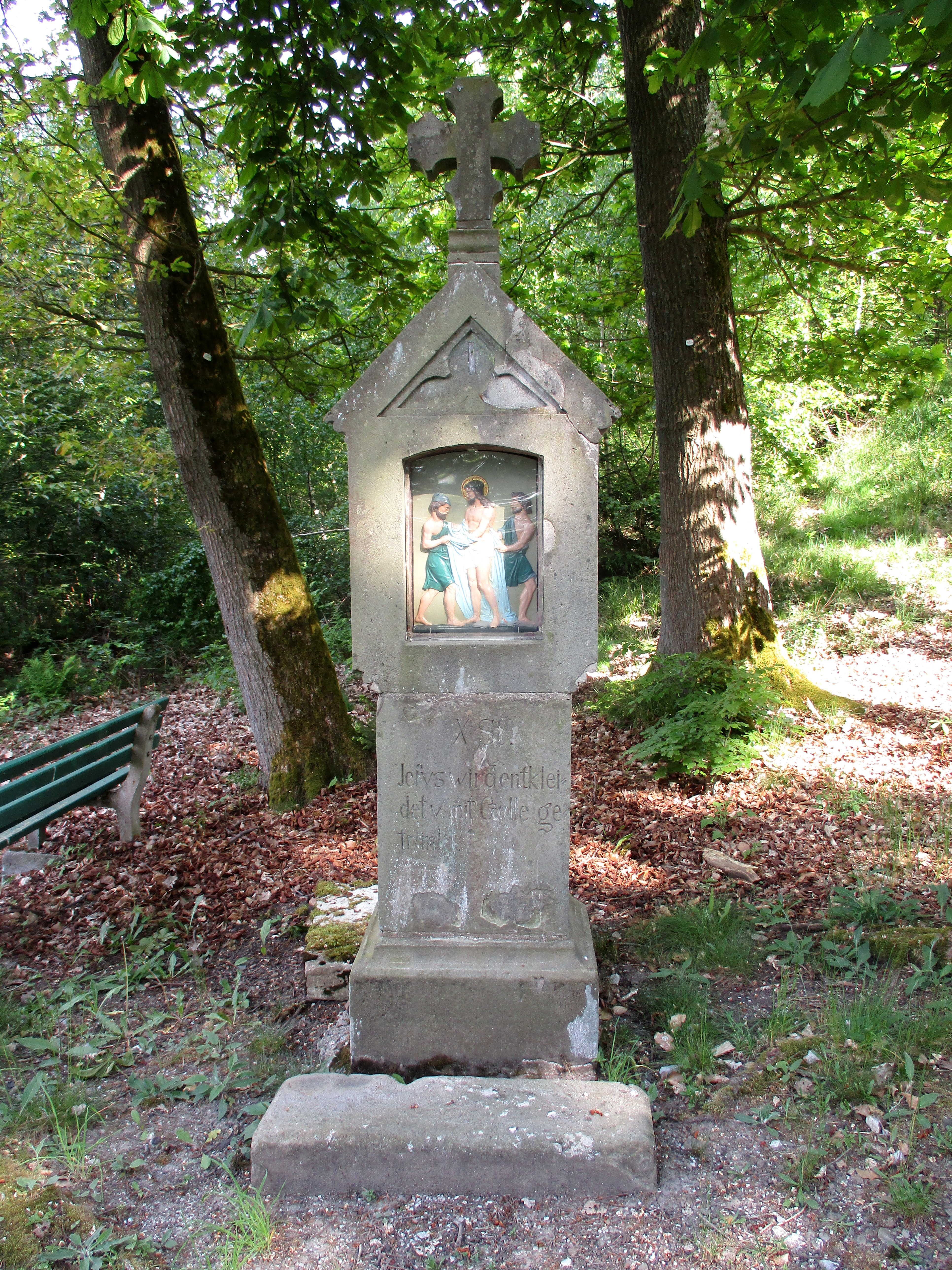
Kreuzwegstation am Kreuzweg zur Kapelle. (2025)

Die Kreuzbergkapelle ist ein denkmalgeschütztes Kirchengebäude in Sichtigvor, einem Ortsteil von Warstein im Kreis Soest (Nordrhein-Westfalen).

## Geschichte und Architektur
Der historische Saal wurde 1890 nach einem Entwurf von Ludwig Schupmann errichtet. Das Grundstück wurde von der Gräfin Kielmannsegge erworben. Die erforderliche Garantie für die Erhaltung des Gebäudes übernahmen der Kirchenvorstand und Repräsentanten der Gemeinde. Um die Baumaterialien auf den Berg zu transportieren, wurde ein Göpelwerk gebaut. Die Wände sind durch große Passfenster gegliedert. Auf dem Knüppelwalmdach sitzt ein Dachreiter. Das Mosaiktympanon mit der Darstellung des guten Hirten über dem Portal ist mit 1902 bezeichnet.
Derzeit (2012) ist die Schützenbruderschaft von Sichtigvor mit dem geschaffenen Kapellenverein von 1924 Betreuer der Anlage.

### Kreuzweg
Eine Jungmännergruppe fertigte 1845 heimlich 15 Holzkreuze an und stellte diese am 2. Mai 1845 auf einem Grundstück des ehemaligen Gemeindevorstehers am Loermund als Kreuzweg auf. Dieser Kreuzweg nahm im Laufe der Jahre durch Witterungseinflüsse Schaden. Ein neuer Kreuzweg mit Stationen aus Sandstein und gusseisernen Reliefs wurde 1965 aufgestellt, das Schlusskreuz ist aus Marmor gearbeitet. Weihbischof Freusberg weihte die Anlage im September 1865 ein.